# Centrolepidoideae
Centrolepidoideae (Centrolepidaceae nom. cons.), potporodica jednogodišnjeg bilja i polugrmova. Neki autori vode je kao porodicu u redu travolike, dok je po drugima potporodica porodice Restionaceae. Porodicu je opisao Endl. 1836.
Rodovi uključeni u nju su Centrolepis Labill., Aphelia R. Br. i Gaimardia Gaudich.